# Vive la Fête
Vive La Fête (do francês: Viva a festa) é um duo electropop, criado em 1997 em Gante (Bélgica). O duo é formado por Danny Mommens (guitarra e vocais) e Els Pynoo (vocais).

## Biografia
Vive la Fête foi fundado em 1997 quando Danny (que integrava a banda dEUS) gravou alguns demos com Els. A gravação de oito faixas foi lançada num EP intitulado Je ne veux pas (ou Paris) que chamou atenção por causa de seu suingue que remetia aos anos 80. Ganhou notoriedade no começo dos anos 2000, quando virou xodó do mundo jetsetter da moda, tocando ao vivo em grandes desfiles e recebendo elogios rasgados de estilistas (entre eles Karl Lagerfeld). Ao mesmo tempo engrossou o coro do "neo electro safado", adotado pelos modistas na época com o primeiro sucesso no álbum de estréia Attaque Surprise (2000). Gravações subsequentes como République Populaire (2001) e Nuit Blanche (2003).
Já vendeu mais de 10 milhões de discos em toda a carreira.  [carece de fontes?]

### Shows no Brasil
A banda já havia vindo ao Brasil em 2004 para o festival Abril Pro Rock em Recife, Pernambuco.
Em junho de 2006, fizeram uma visita a São Paulo onde ficaram por uma semana. Tocaram no Programa do Jô, visitaram a Galeria Ouro Fino, a boate LeBoy e se apresentaram na boate The Week nos dias 20 (fechado para convidados) e 21 de junho. O show foi patrocinado pela marca de óculos Chilli Beans e a bilheteria foi revertida para instituições de caridade.
Em 2008, eles voltaram e fizeram shows em cidades como Rio de Janeiro, Belo Horizonte (Show para convidados), Brasília, e São Paulo, na The Week.
Voltaram em 2010. Fizeram uma tarde de autógrafos, na Livraria Cultura em São Paulo, no dia 2 de agosto. No dia 4 de agosto, fizeram um concerto na Roxy, em Belo Horizonte. No dia 5 de agosto, um show na Comitê Club, no dia 06, em Porto Alegre (Closed Party) e no dia 07, uma festa aberta mais uma vez em Porto Alegre.
Em 2015 retornam a São Paulo no dia 24 de outubro para um show exclusivo no Estudio , localizado no bairro  Pinheiros .

## Discografia

### Álbuns
1. Attaque Surprise — Surprise Records (2000)
2. République Populaire — Surprise Records (2001)
3. Nuit Blanche — Surprise Records (2003)
4. Grand Prix — Surprise Records (2005)
5. Jour de Chance — Surprise Records (2007)
6. Vive Les Remixes * Surprise Records (2008)
7. Disque D'or * * Firme de Disque (2009)
8. Produit de Belgique * * ??? (2012)
9. 2013 — Firme de Disque (2013)
10. Destination Amour - (unknown label) (2018)

### EPs
1. Je ne veux pas — Kinky Star (1998)
2. Feux d'artifice — (2020)

### Compilações
1. Attaque Populaire — Surprise Records (2004)